# Vinland

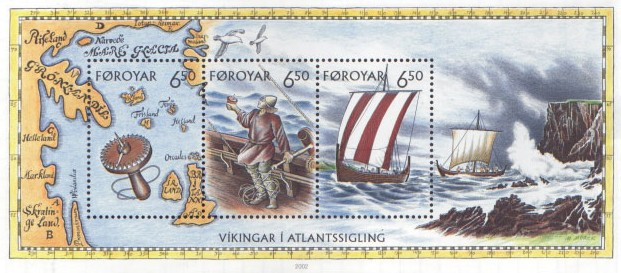
Färöer-Briefmarke mit Skálholt-Karte

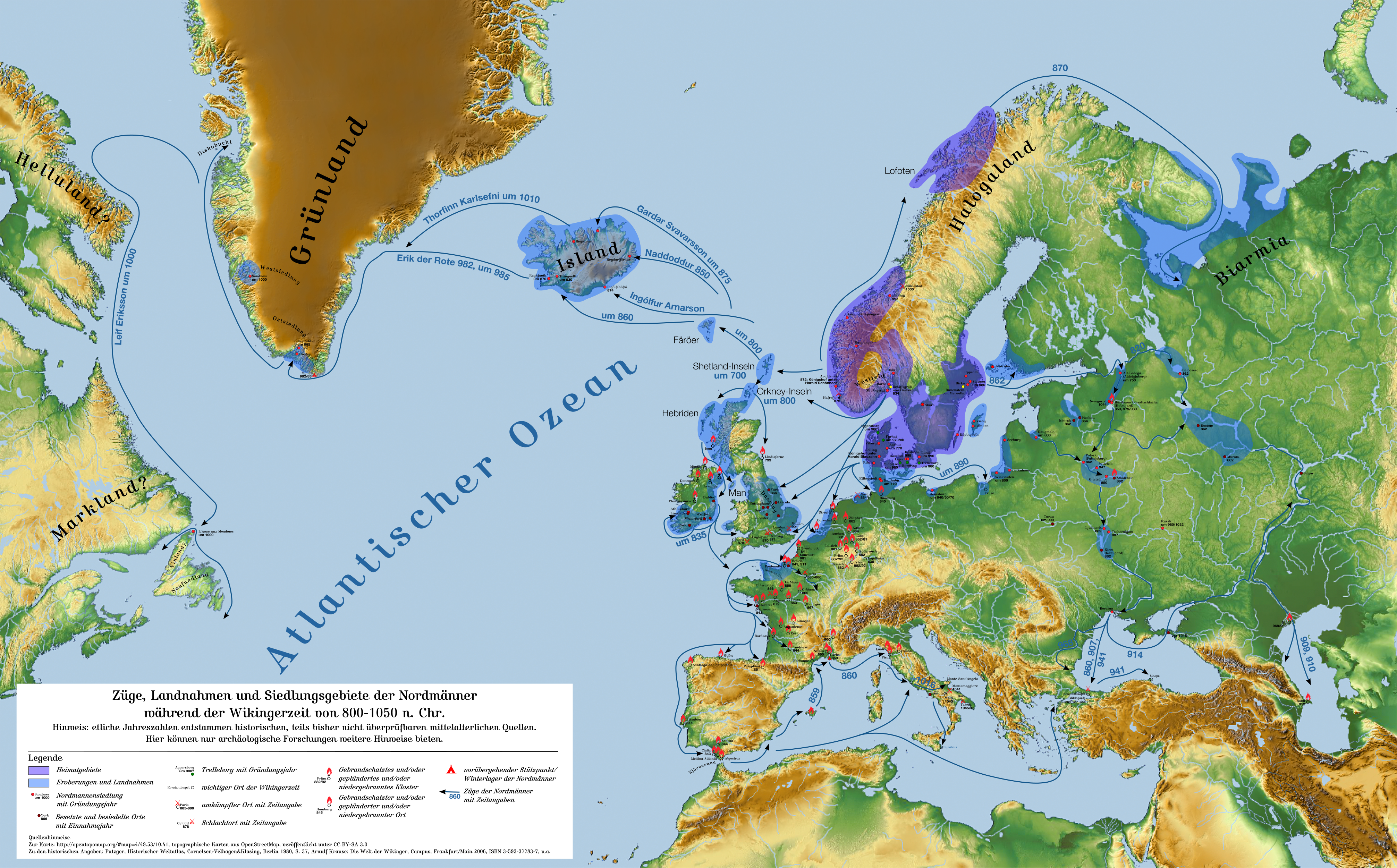
Reisen, Entdeckungen und Siedlungsgebiete der Skandinavier zur Wikingerzeit

Vinland (früher auch Winland, oft als „Weinland“ gedeutet) ist der Name, den der aus Island stammende Leif Eriksson einem Teil Nordamerikas um das Jahr 1000 gab, als er vermutlich als erster Europäer dort landete. Der Skálholtsbók zufolge geschah es auf der Rückreise von Europa, dass Leif etwas vom Kurs abkam und auf der anderen Seite der Davisstraße Land entdeckte. In der Flateyjarbók dagegen heißt es, dass er zuerst nach Grönland auf den Hof seines Vaters zurückkehrte und dann losfuhr, um nach einem flachen und bewaldeten Land zu suchen, das Bjarni Herjúlfsson von seinem Schiff aus weit draußen auf der Davisstraße gesichtet hatte.

## Geschichte

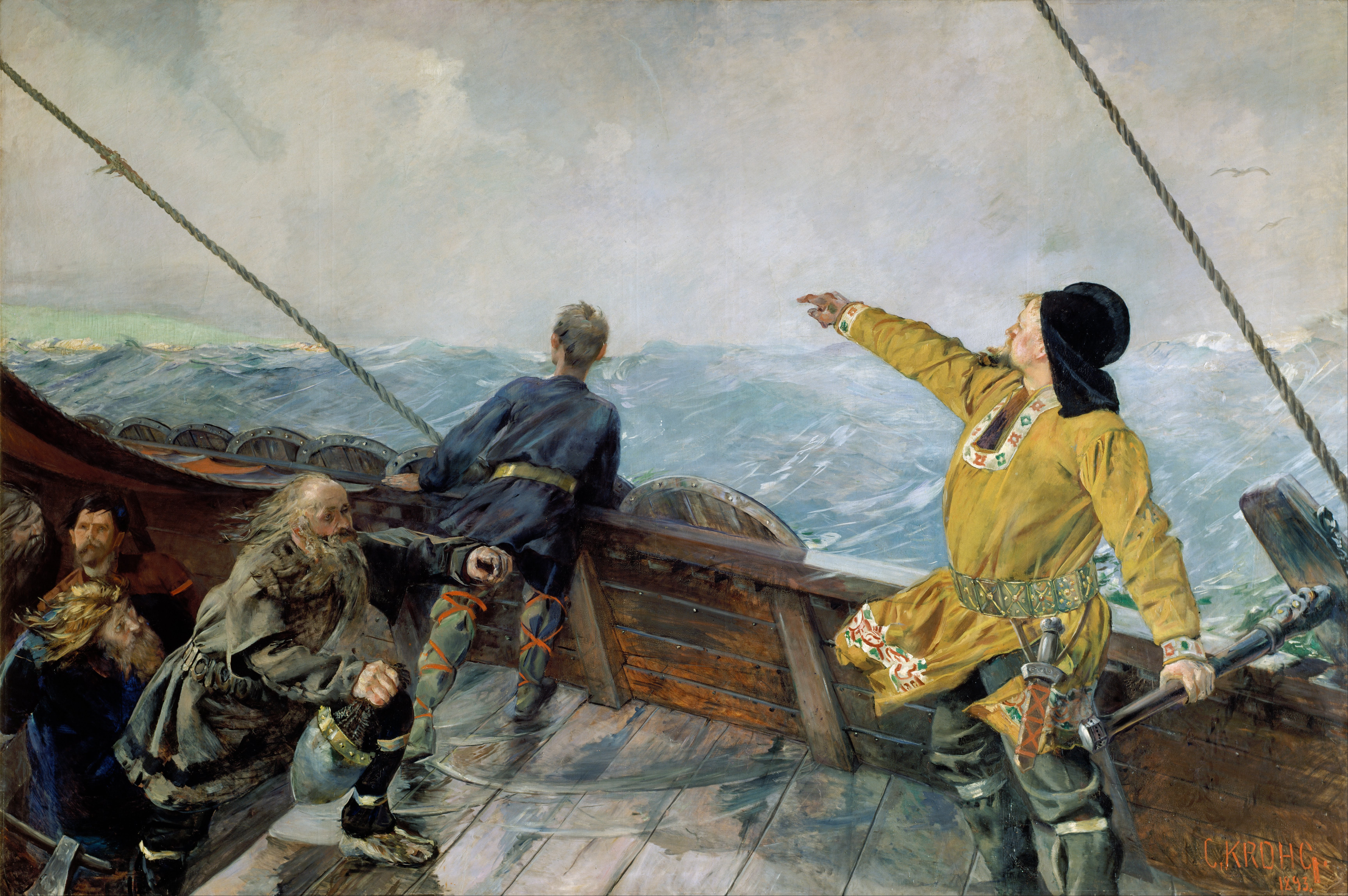
Leiv Eriksson oppdager Amerika („Leif Eriksson entdeckt Amerika“) von Christian Krohg (1893)

Das erste schriftliche Zeugnis findet sich in den Gesta Hammaburgensis ecclesiae pontificum des Adam von Bremen aus dem Jahre 1076. Adam schrieb im Original:

“Praeterea unam adhuc insulam recitavit a multis in eo repertam occeano, quae dicitur Winland, eo quod ibi vites sponte nascantur, vinum optimum ferentes. Nam et fruges ibi non seminatas habundare, non fabulosa opinione, sed certa comperimus relatione Danorum.”

„Weiterhin berichtete er [der Dänenkönig] über eine von vielen Inseln in diesem Ozean, die Winland genannt wird, weil dort Weinreben wild vorkommen, die guten Wein tragen. Dass dort auch nicht gesäte Früchte im Überfluss vorhanden sind, haben wir nämlich nicht durch ein unglaubwürdiges Gerücht, sondern durch den Bericht der Dänen erfahren.“

Der Name Vinland rührt nach traditioneller Deutung von den „Weinreben“, die der deutschsprachige Ziehvater Tyrkir, der Leif Eriksson begleitete, dort gefunden haben soll. In jüngster Zeit sind Diskussionen über den Ursprung des Namens entstanden. Vin hat im Altnordischen zwei Bedeutungen: Mit einem Akzent auf dem i (also í) bedeutet es „Wein“, ohne Akzent „Weide“ oder „Farm“ (der Sprachwissenschaftler Einar Haugen meinte, dass die Bedeutung „Weide“ im 10./11. Jahrhundert auf Island und in den meisten Teilen der nordischen Welt wahrscheinlich sehr ungebräuchlich bis unbekannt gewesen sei). Die grönländischen Siedler könnten von den grünen Weiden beeindruckt gewesen sein, im Vergleich zu dem kargen Grönlandboden. Folglich kann das Land als „Weideland“ bezeichnet worden sein. Es besteht die Möglichkeit einer Umdeutung des „Weidelands“ zum „Weinland“, welches sich größerer Beliebtheit erfreute. Sollte sich der Name Vinland, wie ursprünglich angenommen, von „Weinland“ herleiten, könnten entweder Reben des wilden nordamerikanischen Weines die Anregung zu diesem Namen gegeben haben oder das Land wurde nach anderen wilden Beeren benannt, was vielleicht wahrscheinlicher ist, da zumindest die Grænlendingar wahrscheinlich noch nie Weinreben oder Weintrauben gesehen hatten.
Zuvor hatte Leif der Überlieferung zufolge Helluland (Baffininsel oder Labrador) und das bewaldete Markland (Labrador oder Neufundland) entdeckt. Die genaue geografische Lage Vinlands ist umstritten, teilweise wird Nova Scotia und New Brunswick vermutet, teilweise Neuengland in der Nähe des heutigen Boston, Massachusetts, teilweise auch die Insel Neufundland. Inzwischen ist diese Darstellung durch die Archäologie infrage gestellt, indem europäische Artefakte aus der Zeit vor Erik dem Roten bis hinauf nach Devon Island gefunden worden sein sollen. Viele den nordischen Grönländern zugeschriebene Fundstücke wurden in Kanada, besonders auf der Baffininsel, und im Norden Labradors gefunden. Auch eine Münze aus dem späten 11. Jahrhundert, mit einem Loch, um sie auf eine Halskette aufreihen zu können, wurde in Maine gefunden.

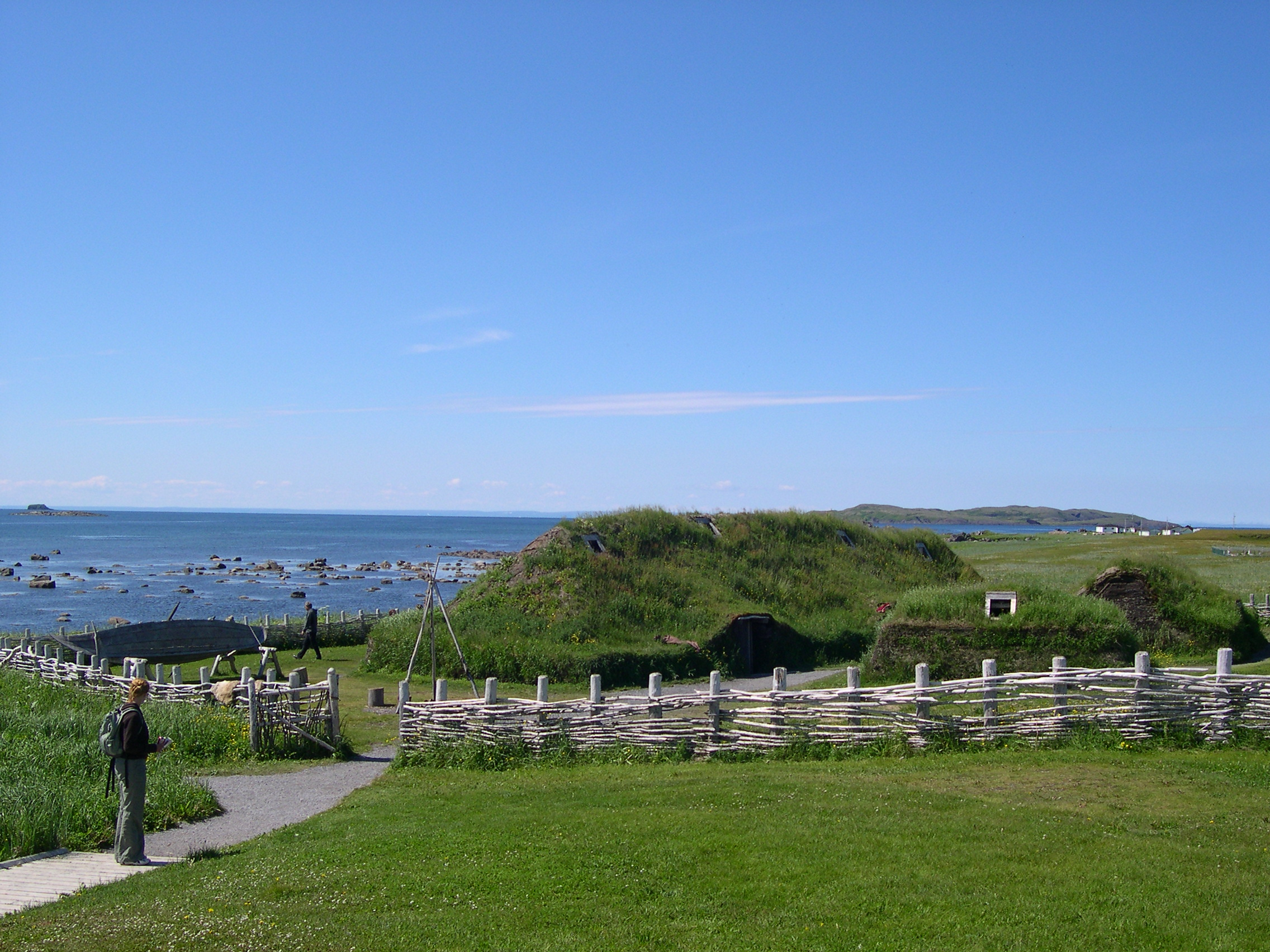
Rekonstruktion einer Grænländingar-Siedlung in Vinland in L’Anse aux Meadows (Neufundland)

Die Sagas erwähnen auch noch die Orte Bjarney („Bäreninsel“), Furðustrandir („Wunderstrand“), Straumfjorður („Stromförde“ oder „Bachförde“), Straumsey („Strominsel“) und Hóp („Haff“?/„Wiek“?) sowie ein „Land der Einbeinigen“. Leif Eriksson und seine Mannen sollen sich an einem Ort in Vinland häuslich niedergelassen haben, den sie Leifsbuðir tauften, so berichtet die Grönland-Saga. Der Saga von Erik dem Roten zufolge haben andere Grænlendingar im Norden Vinlands die Siedlung Straumfjord und weiter südlich die Siedlung Hóp gegründet.
Zumindest in Letzterem, in Neufundland, ließen sich die Grænlendingar definitiv nieder. Dort entdeckten 1961 die Norweger Helge und Anne Stine Ingstad eine Siedlung bei L’Anse aux Meadows an der Spitze der Great Northern Peninsula Neufundlands. Diese Siedlung wurde ausgegraben und rekonstruiert. Sie umfasste mehrere Häuser und eine Schmiede. Die UNESCO erklärte sie 1978 zum Weltkulturerbe.
Thorfinn Karlsefni soll der Saga von Erik dem Roten zufolge mit 140 Mann in Vinland gesiedelt haben. Nach anfänglich guten Kontakten zu den Einheimischen, welche von den Grænlendingar Skrælingar genannt wurden, soll es jedoch zu Konflikten gekommen sein, worauf die Nordmänner nach Grönland zurückkehrten.
Wenngleich die kämpferische Bilanz der Grænlendingar in den Auseinandersetzungen mit den Skraelingern nach dem Bild, das man sich heute von den „Wikingern“ macht, wenig durchschlagend erscheint, so sind deren in den Vinland-Sagas überlieferte Verluste – von insgesamt nur drei durch Skraelinger getöteten Teilnehmern – doch außerordentlich gering, wenn man sie mit den Berichten über die Fahrten späterer Entdecker, wie Jacques Cartier oder Martin Frobisher, bei dessen  erster Reise bereits fünf Besatzungsmitglieder von Inuit entführt wurden, vergleicht. Hinzu kommt, dass es im Europa des frühen 11. Jahrhunderts für abenteuer- und kriegslustige Skandinavier bessere Erwerbsaussichten gab, was eine gewaltsame Landnahme in Vinland erschwert haben mag.
Snorri Þorfinnsson gilt als erstes Kind europäischer Abstammung, das in Vinland und somit in Amerika (außerhalb Grönlands) geboren wurde.

## Wertung
„Insgesamt waren die Vinlandfahrten der Wikinger zwar ein Symbol großen Mutes und hervorragender seemännischer Geschicklichkeit, denn die Wikingerschiffe waren seegängig und schnell, aber doch äußerst unbequeme Fahrzeuge für Atlantiküberquerungen, noch dazu in subpolaren Gewässern. Aber von diesen Entdeckungen im westlichen Atlantik ging … kein Epochenwechsel und auch keine Umwälzung bisheriger geographischer Vorstellungen aus. Sie blieben Episode, und es entstand keine andauernde Verbindung zwischen den Kontinenten.“

## Die Weintraube

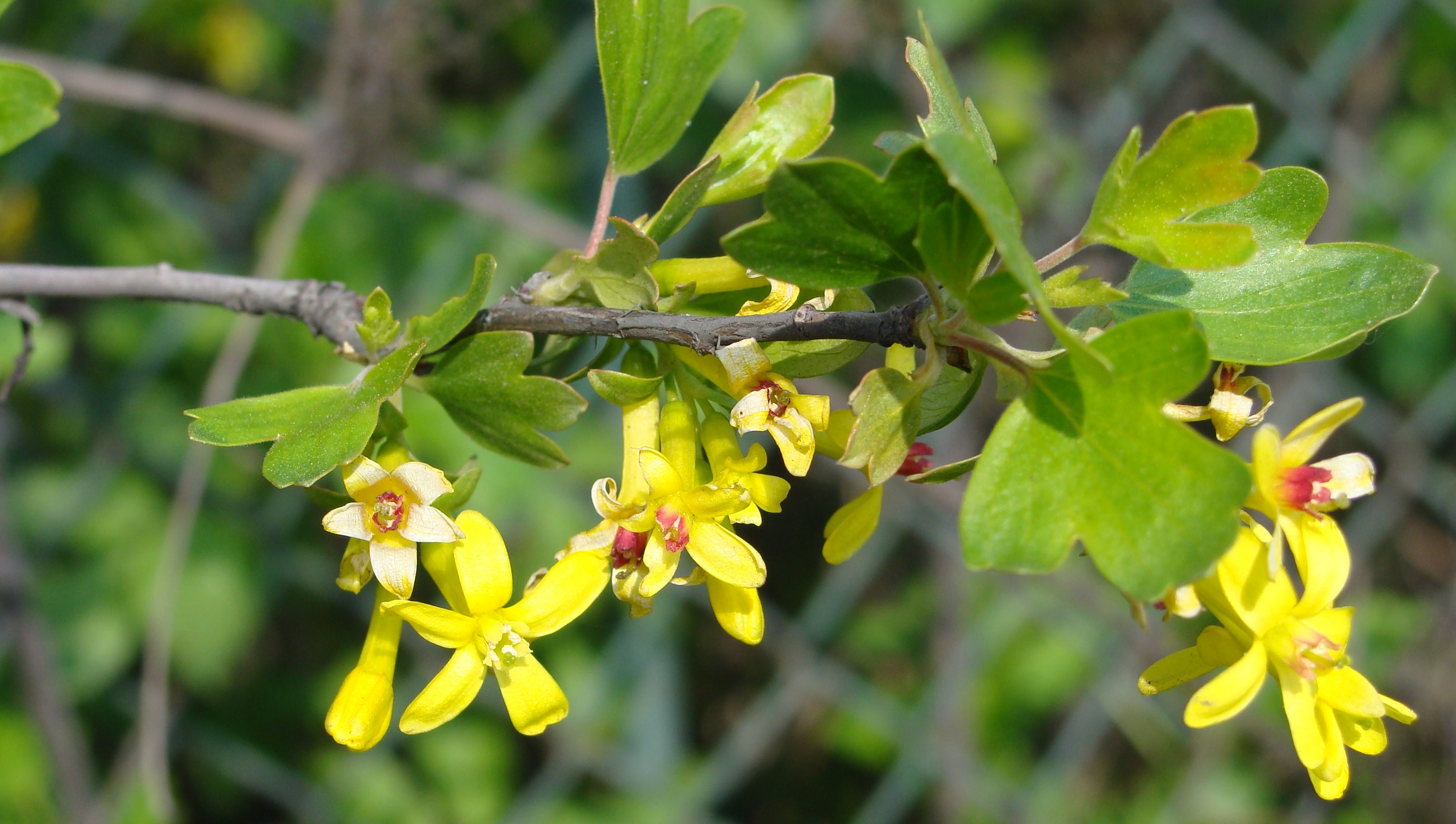
Blütenstand der winterharten nordamerikanischen Gold-Johannisbeere

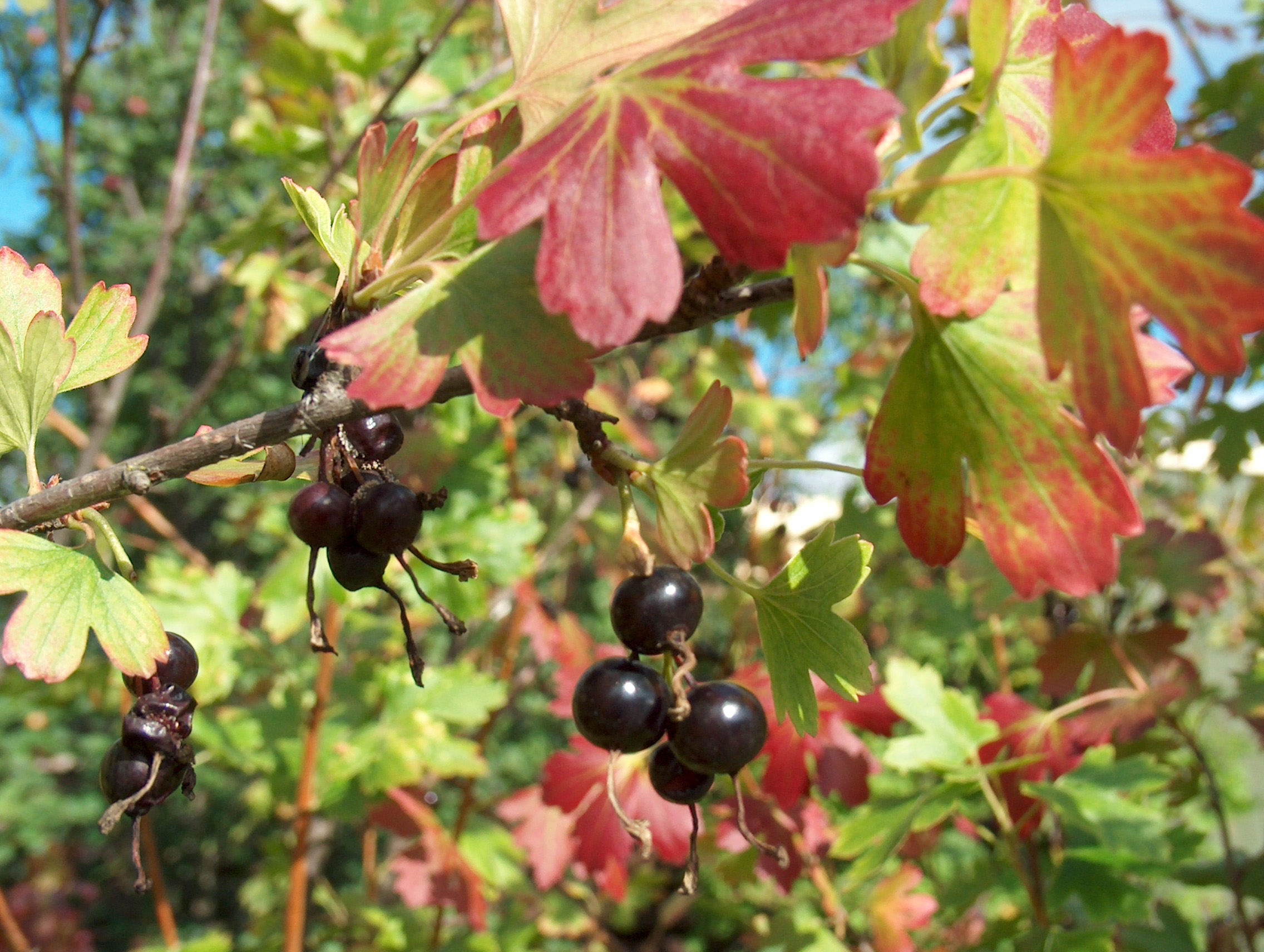
Gold-Johannisbeere mit weinfarbigen Blättern und Frucht im Herbst

Bei den in Vinland vorkommenden Weinstöcken der Saga könnte es sich um Johannisbeeren gehandelt haben. In Skandinavien wird sie heute noch, wie im schwedischen Vinbär, als Weinbeere bezeichnet. Im Mittelalter hieß sie in Norddeutschland auch so, während sie im süddeutschen/alemannischen Raum auch einfach Träuble oder Meertrübli genannt wird. Der Strauch wird bis zu 1,5 m hoch und hat die klösterliche Bezeichnung schwarze „Johannisbeere“, weil die Frucht ab dem Johannistag am 24. Juni geerntet werden kann.
Ihre nordamerikanische Schwester ist die wegen ihres gelben Blütenstandes so bezeichnete Gold-Johannisbeere, ein ziemlich anspruchsloser, winterharter Strauch, der bis zu 2 m hoch wird. Das Vorkommen dieser Pflanze erstreckt sich vom Nordosten Kanadas bis in die Hochlandsteppen im Norden Mexikos. Obstzüchter verwenden sie in der heutigen Zeit als Unterlage für die Veredlung von Stachel-, Josta- und Johannisbeere, eben wegen dieser robusten Eigenschaften.
Eine andere Möglichkeit wäre die Blaubeere. Traditionell war den Skandinaviern ein schwach alkoholisches Getränk aus fermentierten Blaubeeren vertraut, das sie als Win bezeichneten, welches in späteren Überlieferungen missverständlich mit dem lateinischen vinum gleichgesetzt wurde. Auch die Begegnung mit der in Nordamerika ansässigen Cranberry oder der Amerikanischen Heidelbeere, die ungleich ertragreichere Früchte besitzen, könnte die Entdecker zur Namensgebung bewogen haben.
In einer älteren Publikation wurde angemerkt, dass der Begleiter von Leif Eriksson, Tyrkir, der offenbar aufgeregt von den „Wiitrauben“ oder „Wiibeere“ berichtete, ein Süddeutscher war. In Süddeutschland – zumindest im alemannischen Sprachraum – sind „Wibeeri“ durchaus Johannisbeeren (siehe auch Alemannisches Wörterbuch, Post, Scheer-Nahor; C.Braun Buchverlag 2009). Daher ist die Möglichkeit, dass es sich um die Johannisbeere handelt, die wesentlich weiter nordwärts anzutreffen ist, recht wahrscheinlich.